# Real Alcázar de Madrid

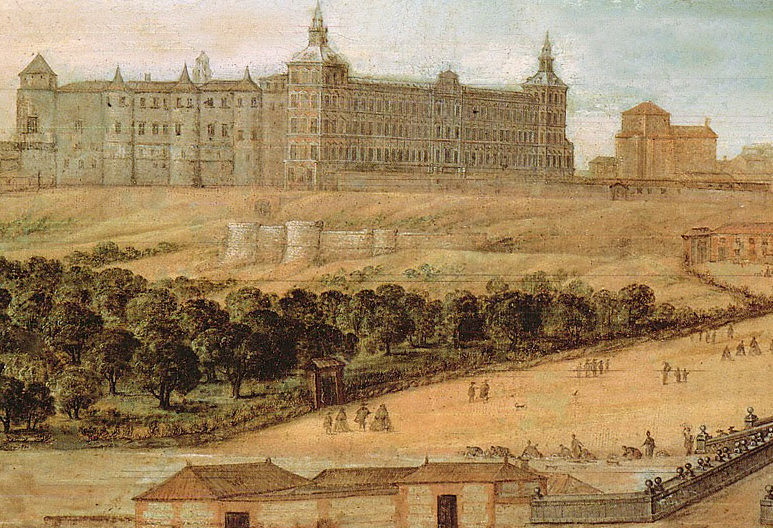
Real Alcazar de Madrid.

Real Alcázar de Madrid var det ursprungliga kungaslottet i Madrid i Spanien, föregångare till det nuvarande Palacio Real de Madrid.
Slottet uppfördes som en morisk fästning under 800-talet. Madrid var på den tiden en gränsfästning mellan moriska och kristna territorier i Spanien. År 1038 erövrades Madrid av kungariket Kastilien och därefter användes fästningen som ett av den kastilianska kungafamiljens huvudfästningar. 
Fästningen skadades under upproret 1520–1522. Karl V beslutade efter upproret att göra Madrid till Spaniens huvudstad. Från 1537 genomgick slottet ombyggnationer för att göra det till ett kungligt palats snarare än en fästning. Slottet byggdes om många gånger under århundradenas gång. 
År 1734 brann slottet ned i en brand med oklart ursprung. Förstörelsen var så svår att man beslöt att riva vad som fanns kvar och låta uppföra ett helt nytt slott på grunderna av det gamla. 